# Chilothorax grafi
Chilothorax grafi är en skalbaggsart som beskrevs av Edmund Reitter 1901. Chilothorax grafi ingår i släktet Chilothorax och familjen Aphodiidae. Inga underarter finns listade i Catalogue of Life.